# 剛薩·緯德蘭吉
剛薩·緯德蘭吉（1978年4月5日—）是一名奧地利田徑運動員，曾代表國家參加2012年倫敦奧運的男子馬拉松比賽，並未獲得獎牌。

## 外部連結
- 剛薩·緯德蘭吉在的頁面